# Euplexia mucronata
Euplexia mucronata là một loài bướm đêm trong họ Noctuidae.